# Restauratio imperii
Restauratio imperii, още Recuperatio Imperii или Renovatio imperii Romanorum, е латински израз, употребяван в контекста на средновековните Източна Римска империя и Свещена Римска империя.
Терминът значи семантично рестартиране, реставриране или реновиране на старата Римска империя.